# Les Halles (Rhône)
Les Halles ist eine französische Gemeinde mit 481 Einwohnern (Stand 1. Januar 2022) im Département Rhône in der Region Auvergne-Rhône-Alpes. Sie gehört zum Arrondissement Lyon und zum Kanton L’Arbresle.

## Nachbargemeinden
Nachbargemeinden von Les Halles sind Saint-Laurent-de-Chamousset im Nordosten, Souzy im Südosten und Haute-Rivoire im Westen.

## Weblinks

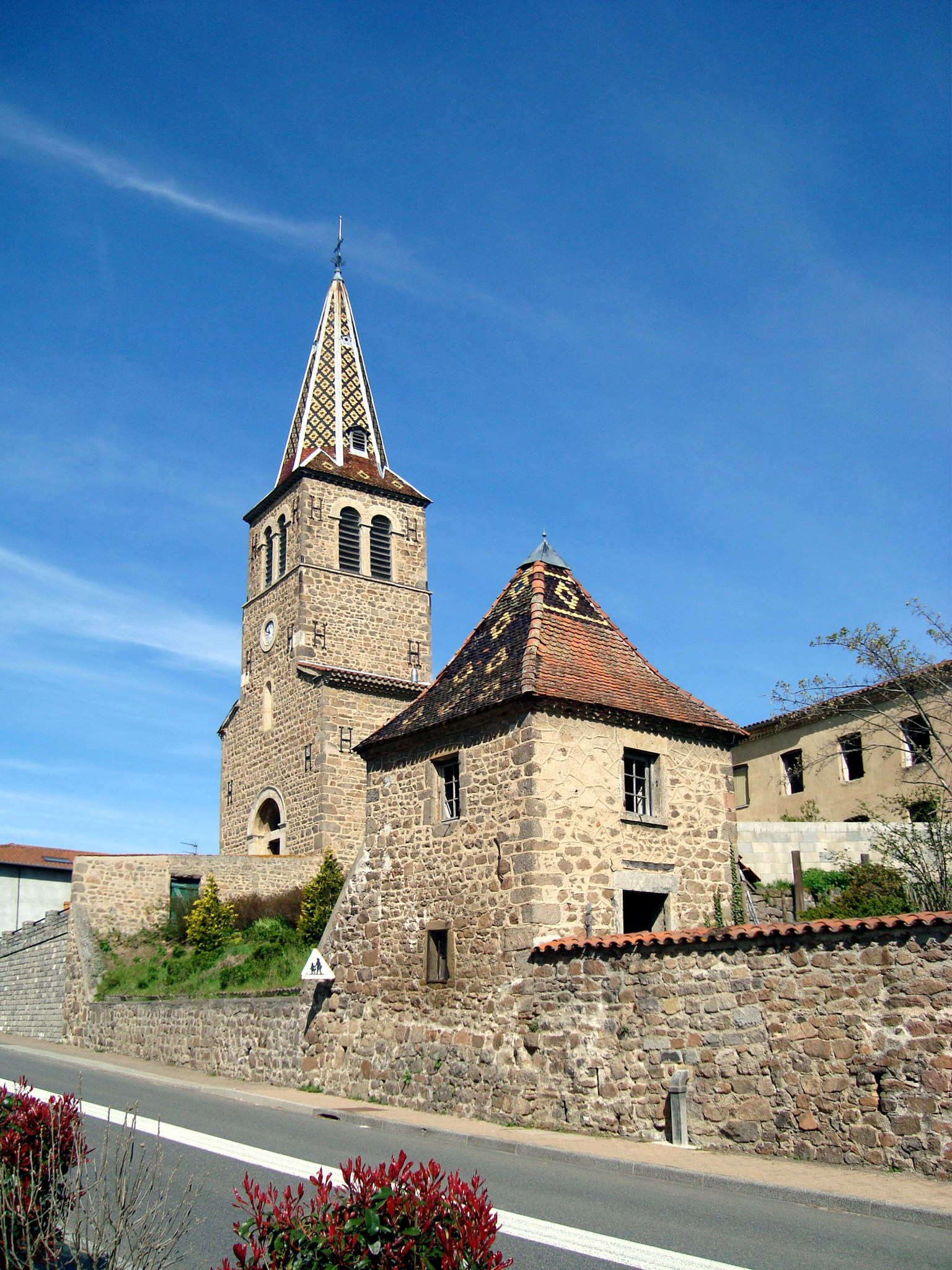
Kirche Sainte-Suzanne

## Bevölkerungsentwicklung
| Jahr                       | 1962 | 1968 | 1975 | 1982 | 1990 | 1999 | 2013 |
| Einwohner                  | 261  | 217  | 227  | 180  | 259  | 333  | 478  |
| Quellen: Cassini und INSEE |      |      |      |      |      |      |      |

## Sehenswürdigkeiten
- Kirche Sainte-Suzanne
- Château des Halles
- Château de la Bonnetière
- Manoir de Tourville